# Городской дворец культуры (Кременчуг)
Городской дворец культуры (ранее — имени Петровского) — главный дворец культуры города Кременчуг (Полтавская область, Украина).

## История
Строительство дворца началось в 1966 году, торжественное открытие состоялось 30 декабря 1972 года. Дворец стал, таким образом, третьим (после ДК «КрАЗ» и «Кредмаш») построенным в Кременчуге после Второй мировой войны дворцом культуры.
Строительство велось по типовому проекту 2С-06-6, применявшемуся во многих городах СССР. В настоящее время существует как минимум 40 дворцов, построенных по данному проекту (см., например, ДК железнодорожников в Новосибирске или ДК ХТЗ в Харькове).

Несмотря на типовую застройку, внешняя отделка и внутреннее оформление дворцов было индивидуальным. В Кременчуге одним из центральных элементов интерьера городского дворца стал витраж «Наша песня — наша слава» площадью 150 м², который создал Задорожный Иван-Валентин Феодосиевич, украинский художник-монументалист, лауреат государственных премий. Авторству Задорожного также принадлежит рельеф «Свадебное празднество» на боковом фасаде дворца и декоративная алюминиевая решётка над входом. В оформлении здания использовался мрамор, туф, фельзит и ценные породы дерева. 

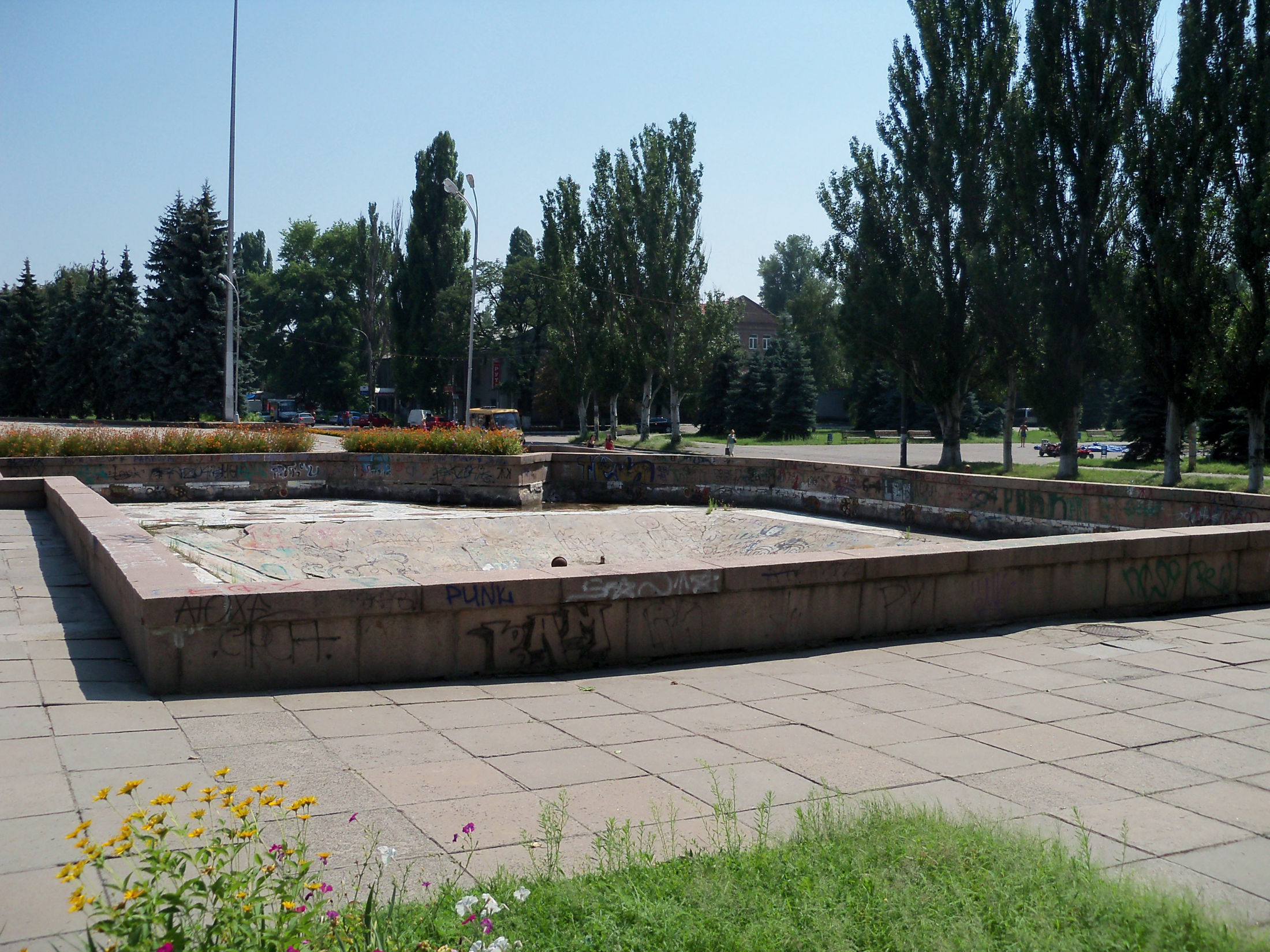
Фонтан в 2011 году

В комплекс дворца вошли большой зрительный зал на 1100 мест, малый зрительный зал, спортивный зал, бальная студия, а также комнаты для секций и кружков. На площади перед дворцом был открыт городской фонтан, который согласно проектному решению одновременно являлся системой технического охлаждения воды для здания.
В 1994 году фонтан был остановлен и начал приходить в упадок. С 1995 года системы пожаротушения дворца отключены от водопроводной сети. По состоянию на 2012 год, противопожарные краны и противопожарный занавес здания находились в нерабочем состоянии. Планировался первый за 40 лет капитальный ремонт дворца, однако планы не были осуществлены. В 2017 году существовали планы по засыпке фонтана, находившегося в аварийном состоянии.